# Aquiloeurycea cafetalera
Aquiloeurycea cafetalera é uma espécie de anfíbio caudado da família Plethodontidae. Não foi avaliada pela Lista Vermelha da UICN. Está presente em México.